# Зеленево
Зеленево — деревня в Льговском сельском поселении Рязанского района Рязанской области России. Имеет одну улицу — Центральная.

## География
Расположено в 19 км к востоку от центра Рязани.

## Население
На 2010 год население деревни составляло 34 человека (18 мужчин, 16 женщин).